# 朴映宣
朴映宣（：／ Park Young-sun；1960年1月22日—），大韓民國媒體界出身的政治人物，第17到20屆國會議員。2014年曾擔任新政治民主聯合國民革新共感委員長和院內代表。2019年到2021年擔任中小企業暨新創產業部長。2021年代表共同民主黨投入首爾市長補選，敗給前首爾市長吳世勳。